# Umhausen
Umhausen – gmina w zachodniej Austrii, w kraju związkowym Tyrol, w powiecie Imst. Według danych Austriackiego Urzędu Statystycznego liczyła 3115 mieszkańców (1 stycznia 2015).

## Współpraca
Miejscowość partnerska:
- Erlangen, Niemcy